# Сауле (Карагандинская область)
Сауле (каз. Сәуле) — село в Актогайском районе Карагандинской области Казахстана. Административный центр аульного округа Жидебай. Находится примерно в 15 км к северо-западу от села Актогай, административного центра района, на высоте 824 метров над уровнем моря. Код КАТО — 353641100.

## Население
В 1999 году численность населения села составляла 1303 человек (644 мужчины и 659 женщин). По данным переписи 2009 года, в селе проживало 725 человек (357 мужчин и 368 женщин).